# 김병승
김병승(金炳昇 1989년 3월 16일 ~ )는 연천 미라클의 투수이다.

## 한국 프로야구 시절

### NC 다이노스시절
2013년 6라운드로 NC 다이노스에 입단하였다. C팀에 머물다 공익근무요원으로 군 복무를 하게 되었고, 2014년 시즌 후 방출되었다.

### 한화 이글스시절
2016년 한화 이글스에 육성선수로 입단했다.

## 한국 독립야구 시절

### 연천 미라클시절
2017년에 입단하였다.

## 출신 학교
- 연산초등학교
- 개성중학교
- 부산고등학교
- 연세대학교

## 참조
1. ↑  NC, 창단 첫 주장 허준·품절남 정성기 등 6명 방출 - 경남신문
2. ↑  마운드를 향한 간절함으로, 순간을 지배하라! - 김병승 선수 - 한화 이글스 팬 기자단